# Laim

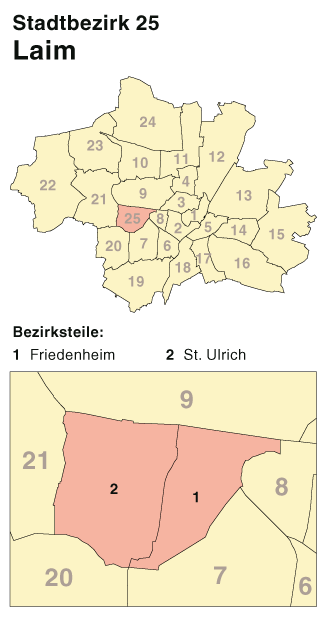
Bezirksteile

Laim (ⓘ) ist der Stadtbezirk 25 der bayerischen Landeshauptstadt München.
Laim besteht zwar als Ortschaft länger als München selbst, erlebte sein Bevölkerungswachstum jedoch erst mit der Eröffnung des Rangier- und Güterbahnhofes und der folgenden Eingemeindung nach München. Heute wird Laim fast ausschließlich als Wohnviertel genutzt. Laim hat keinen geographischen Bezug zu dem zehn Kilometer weiter östlich gelegenen Münchner Stadtbezirk 14 Berg am Laim.

## Geographie

### Lage
Laim ist ein Stadtteil im Münchner Westen. Die nördliche Grenze bilden die Gleise nördlich der Landsberger Straße, die östliche Grenze zunächst ein kurzer Abschnitt der Bahnstrecke München–Rosenheim und danach die Westendstraße bis zur A 96, die südliche Grenze bilden die A 96 und die Senftenauer Straße bis zur Willibaldstraße und die westliche Grenze schließlich die Willibaldstraße. Im Norden grenzt Laim daher an Neuhausen-Nymphenburg, im Osten an die Schwanthalerhöhe, im Südosten an Sendling-Westpark, im Südwesten an Hadern und im Westen an Pasing-Obermenzing.

### Verkehrswege
Straßen: Wichtige Straßen in Laim sind die Landsberger Straße im äußersten Norden, die A 96 im äußersten Süden mit der Autobahnabfahrt München-Laim, und die Fürstenrieder Straße, die die Landsberger Straße mit der Autobahn verbindet. Weitere wichtige Straßen sind die Westendstraße im Osten von Laim und die beiden Parallelstraßen zur Landsberger Straße, die Agnes-Bernauer-Straße und die Zschokke- bzw. Gotthardstraße.
öffentliche Verkehrsmittel:
- Laim ist mit den U-Bahn-Linien U4 bis zum U-Bahnhof Westendstraße und U5 bis zum U-Bahnhof Laimer Platz erschlossen und hat bislang drei U-Bahnhöfe. Wenn die Pläne realisiert werden, die Linie bis nach Pasing zu verlängern, hätte Laim einen weiteren U-Bahnhof an der Willibaldstraße.[2]
- An der Ecke Landsberger Straße/Fürstenrieder Straße ist der S-Bahnhof Laim, der auf der Stammstrecke der S-Bahn München liegt. Seit Dezember 2009 gibt es zusätzlich die Haltestelle Hirschgarten, die ebenfalls auf der Stammstrecke der S-Bahn an der Friedenheimer Brücke liegt.
- Die Tram 19 und 18 haben mehrere Stationen in Laim.
- Die Metrobuslinien 51, 57 und 62 sowie die Stadtbuslinien 130, 131, 132 und 151 und 168 haben Haltestellen in Laim.

Güterverkehr:
Zwischen den 1890er- und den 1990er-Jahren bestand in Laim der große Rangier- und Güterbahnhof, der lange Zeit als der größte Güterbahnhof Europas galt und als großer Arbeitgeber wesentlich zum Wachstum Laims beigetragen hat. Heute spielt der Güterverkehr in Laim eine untergeordnete Rolle.

### Flächennutzung

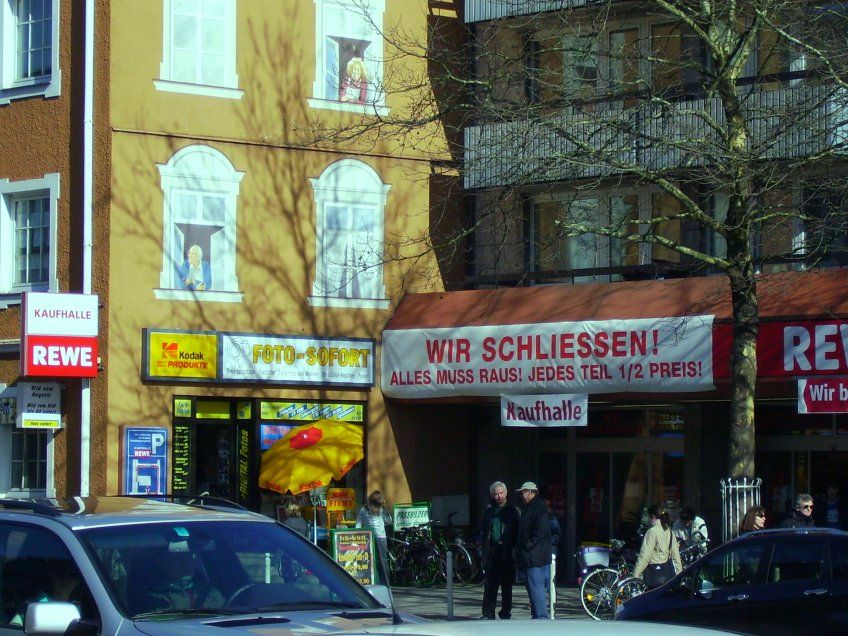
Die meisten Geschäfte in Laim befinden sich entlang der Fürstenrieder Straße

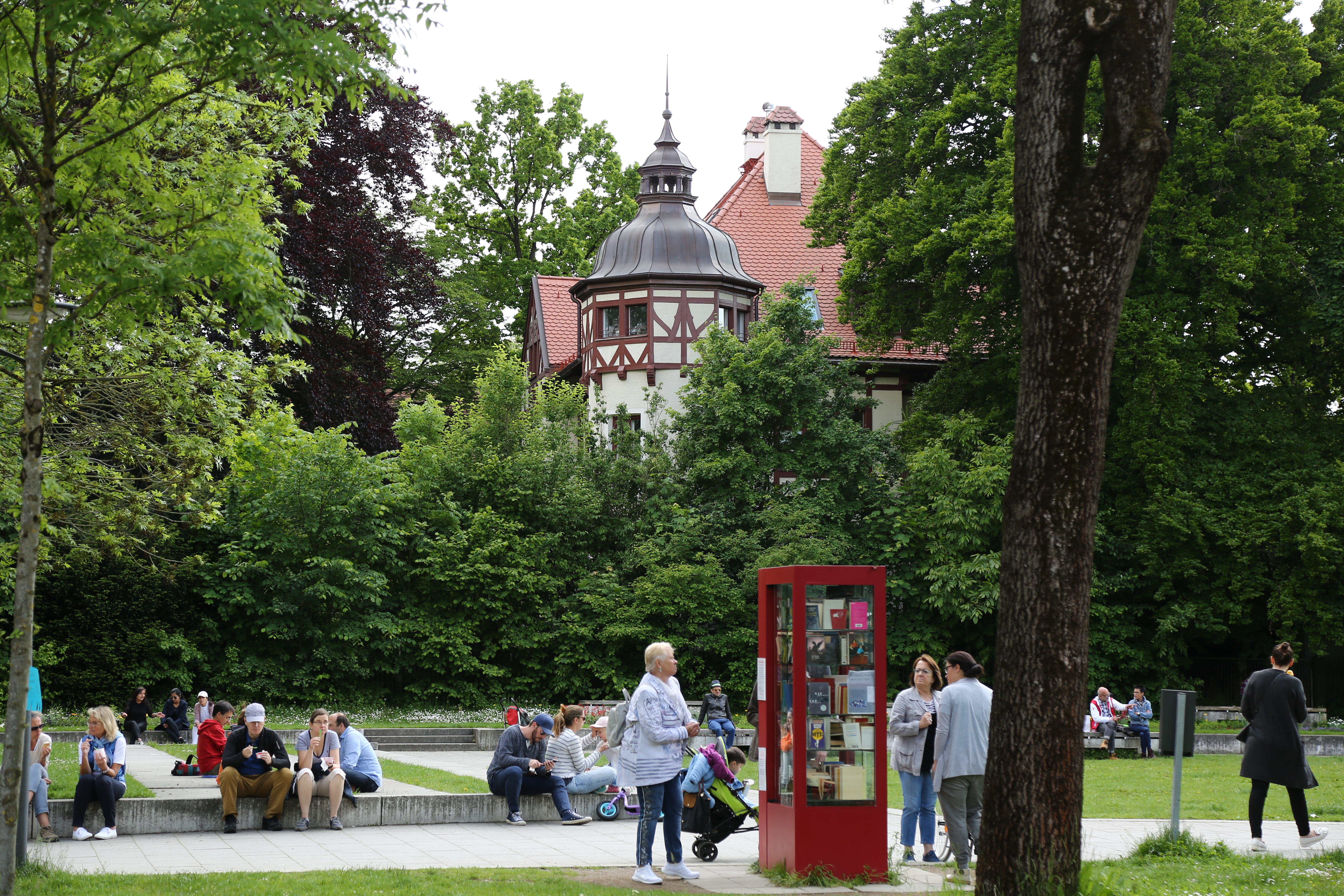
Historisches Zentrum am Laimer Anger

Laim ist 5,29 Quadratkilometer groß. 66,1 Prozent davon werden als Wohnflächen (mit dazugehörigen Freiflächen) verwendet. 28,3 Prozent sind Verkehrsflächen. Nur 0,1 Prozent sind Betriebsflächen. Die verbleibenden 5,5 Prozent sind Erholungsflächen, bei denen rund ein Drittel auf Sportflächen (7,45 Hektar) entfallen. Laim hat keine Wald- oder Wasserflächen. Im Vergleich zu München insgesamt hat Laim damit einen überdurchschnittlich hohen Anteil an Wohn- und Verkehrsflächen sowie einen geringen Anteil an Betriebsflächen: Laim ist hauptsächlich ein Wohnviertel. Die wenigen Betriebsflächen befinden sich vor allem entlang der Bahnachse zwischen Hauptbahnhof und Pasinger Bahnhof, der sogenannten DB-Hauptabfuhrstrecke.

## Bevölkerung

### Demographie
(Stand jeweils am 31. Dezember, Einwohner mit Hauptwohnsitz)
| Jahr | Einwohner | davon Ausländer | Einwohner je km² |
| ---- | --------- | --------------- | ---------------- |
| 2000 | 48.539    | 09.582 (19,7 %) | 09.181           |
| 2001 | 48.739    | 09.787 (20,1 %) | 09.219           |
| 2002 | 48.606    | 09.784 (20,1 %) | 09.194           |
| 2003 | 48.708    | 10.026 (20,6 %) | 09.214           |
| 2004 | 48.841    | 10.294 (21,1 %) | 09.239           |
| 2005 | 48.927    | 10.560 (21,6 %) | 09.255           |
| 2006 | 50.028    | 10.715 (21,4 %) | 09.469           |
| 2007 | 50.600    | 11.010 (21,8 %) | 09.576           |
| 2008 | 51.329    | 11.209 (21,8 %) | 09.714           |
| 2009 | 51.338    | 11.059 (21,5 %) | 09.712           |
| 2010 | 51.805    | 11.356 (21,9 %) | 09.801           |
| 2011 | 52.733    | 12.009 (22,8 %) | 09.976           |
| 2012 | 53.359    | 12.675 (23,8 %) | 10.095           |
| 2013 | 54.030    | 13.392 (24,8 %) | 10.222           |
| 2014 | 54.714    | 14.049 (25,7 %) | 10.351           |
| 2015 | 55.374    | 14.759 (26,7 %) | 10.476           |
| 2016 | 56.335    | 15.506 (27,5 %) | 10.658           |
| 2017 | 56.281    | 15.694 (27,9 %) | 10.647           |
| 2018 | 56.546    | 16.100 (28,5 %) | 10.698           |
| 2019 | 57.111    | 16.557 (29,0 %) | 10.804           |
| 2020 | 56.729    | 16.497 (29,1 %) | 10.732           |
| 2021 | 55.881    | 16.337 (29,2 %) | 10.572           |
| 2022 | 56.855    | 17.529 (30,8 %) | 10.756           |
| 2023 | 56.716    | 17.667 (31,1 %) | 10.729           |
| 2024 | 57.116    | 18.122 (31,7 %) | 10.805           |

Quelle mit weiteren Daten

### Religion
Laim hat vier katholische (St. Ulrich, Zu den Hl. Zwölf Aposteln, Namen Jesu, St. Philippus) und eine evangelische Kirche (Paul-Gerhardt-Kirche). Außerdem ist an der Landsberger Straße ein Königreichssaal der Zeugen Jehovas ansässig.

## Geschichte

### Gründung und frühe Geschichte

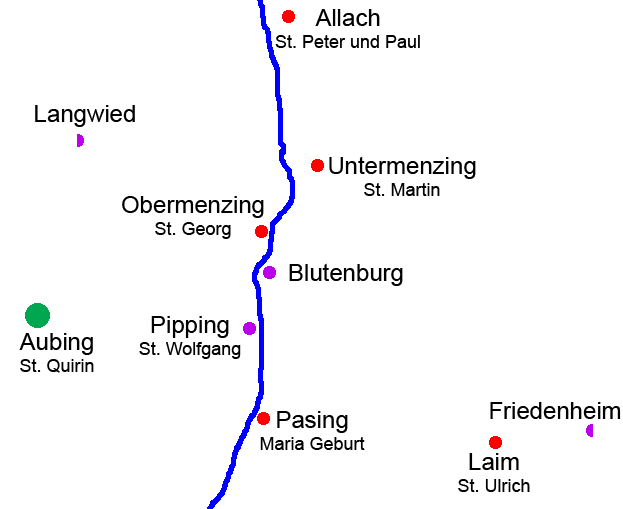
Die Aubinger Pfarrei vom Mittelalter bis ins 19. Jahrhundert. In der Konradinischen Matrikel von 1315 erwähnte Filialen in rot, später erwähnte in violett, die Würm in blau. Langwied und Friedenheim gehörten teilweise zur Pfarrei. Von St. Quirin bis St. Ulrich (Laim) sind es gut 6,5 km Luftlinie.

Laim wurde zwischen 1047 und 1053 als loco leima (= am/im Ort Leim) erstmals urkundlich erwähnt, über 100 Jahre vor München. Die Kirche St. Ulrichs stammt vermutlich noch aus dieser Zeit, selbst wenn sie erst 1315 erstmals urkundlich erwähnt wurde. Das Zentrum war damals der Laimer Anger. Der Name Laim kommt von „leim“ = Lehm, Lehmboden. Da die Lehmvorkommen jedoch deutlich geringer als z. B. in Berg am Laim waren, siedelten sich in Laim keine Ziegelbrennereien an, sondern die Wirtschaft war bis in die zweite Hälfte des 19. Jahrhunderts hauptsächlich von der Landwirtschaft geprägt.
Das Laimer Schlössl wird zwar manchmal Agnes-Bernauer-Schlössl bezeichnet, Agnes Bernauer hat jedoch vermutlich nie in Laim gewohnt, sondern lediglich 1433 unter Mitwirkung zweier Laimer Kirchenpröbste ein herzogliches Lehen erworben.
Im Dreißigjährigen Krieg wurden das Dorf, das aus rund zwanzig Höfen bestand, und der Edelsitz Laim niedergebrannt. 1715 erwarb Kurfürst Max Emanuel den Edelsitz Laim und erhob ihn zu einer Hofmark. Die Ortschaft Laim wurde 1818 eine eigene Gemeinde.

### Eröffnung des Güterbahnhofes: Wachstum

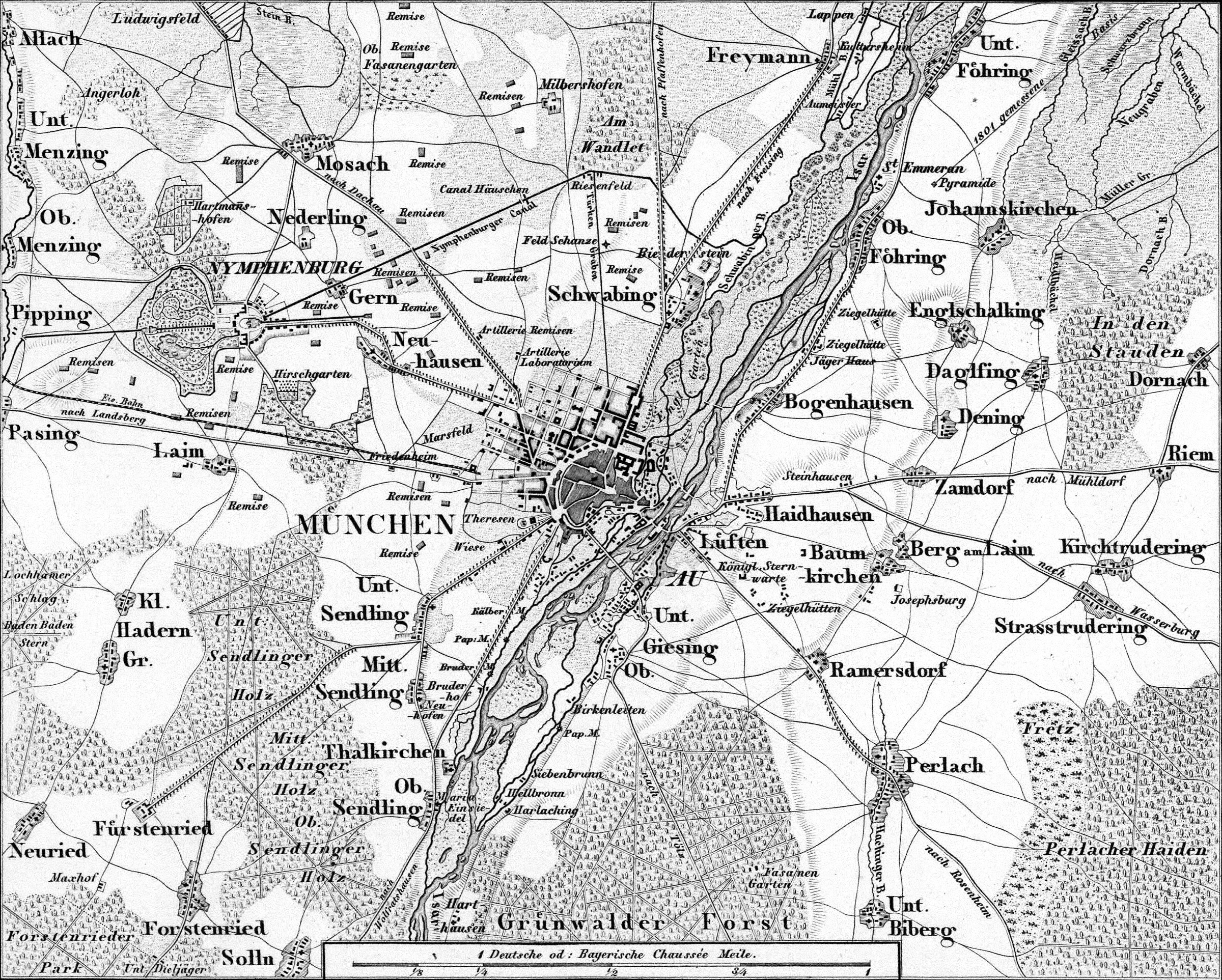
Laim auf einer Karte von 1858

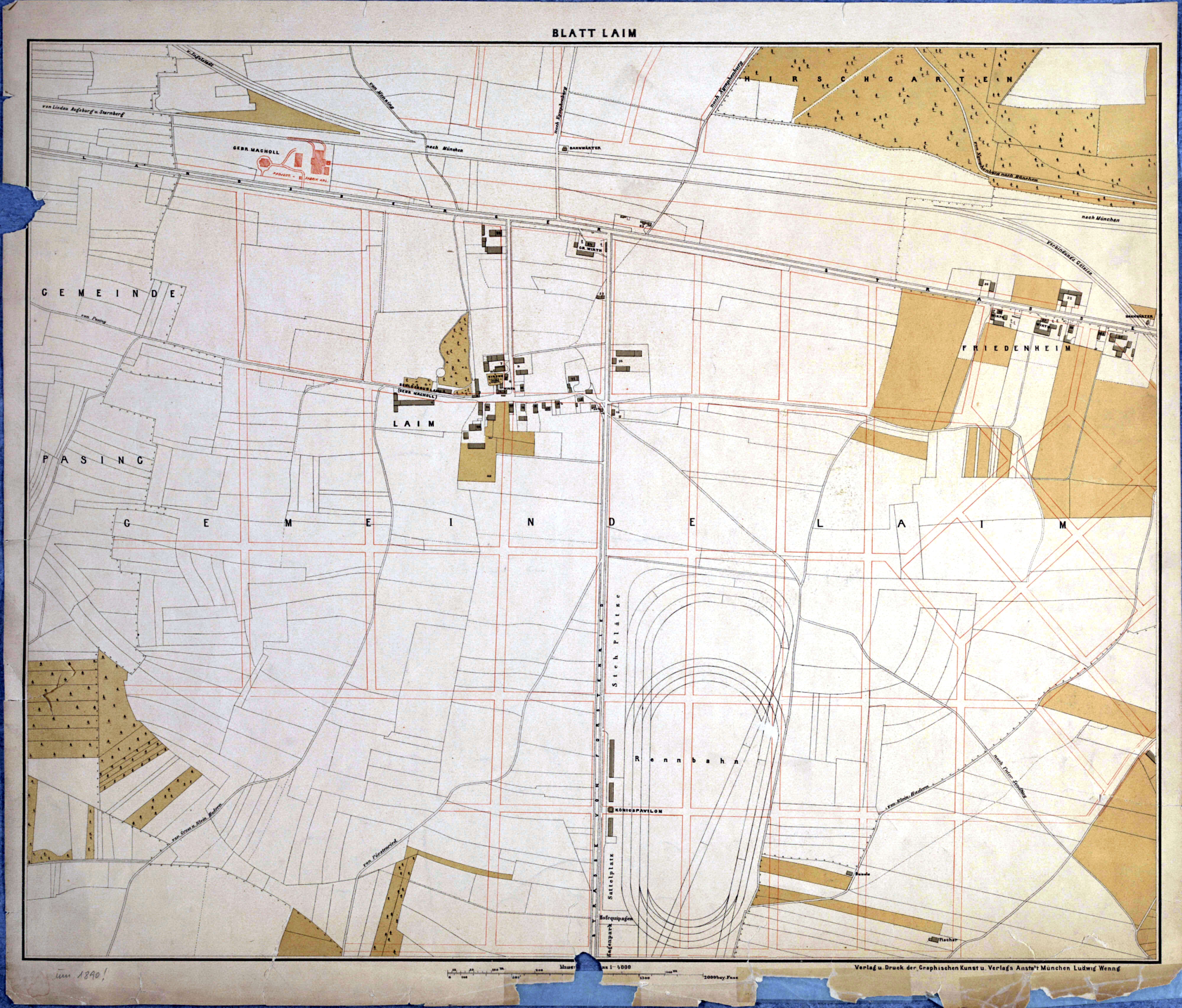
Laim-Plan von 1885

Zwar liegt Laim schon seit 1841 an den Gleisen der Eisenbahnstrecke München-Augsburg, blieb jedoch viele Jahre vom Eisenbahnverkehr unberührt. 1890 hatte Laim nur 290 Einwohner. Zwei Jahre später wurde in Laim der Rangierbahnhof eingeweiht und begründet damit das schnelle Wachstum Laims in den folgenden Jahren. Laim war für den Rangierbahnhof ein idealer Standort, da die Umladekapazitäten des Münchner Hauptbahnhofes schon lange nicht mehr ausreichten, in Laim aber noch viel unbebaute Fläche aus der Agrarwirtschaft zur Verfügung stand. Das schnelle Wirtschafts- und Bevölkerungswachstum wurde schon früh vorhergesehen. 1892 wurde daher ein Stadterweiterungsbüro gegründet, dem zunächst Theodor Fischer vorstand, um das unkontrollierte Städtewachstum zu verhindern. Bis 1901 verzehnfachte sich die Bevölkerung in Laim. Das schnelle Wachstum führt schließlich am 1. Januar 1900 zur Eingemeindung Laims nach München. Die zunehmende Verdrängung der Münchner Wohnbevölkerung aus der Münchner Innenstadt durch aufstrebende Dienstleistungsunternehmen und die jungen Industrieansiedlungen an den Gleisen erhöhen das rapide Wachstum zusätzlich. 1908 wurde die Trambahnstrecke eingeweiht, auf der heute die Tram 19 verkehrt. Um den alten Ortskern entstanden später auch einige Villen und auch mehrgeschossige Bauten, die teilweise bis heute das Ortsbild prägen. Laim war aber wegen des großen Laimer Rangierbahnhofs und der ansässigen Industrieunternehmen vor allem ein Arbeiterwohnviertel.

### Laim zu Zeiten des Nationalsozialismus
1938 wurden auch Pasing und Großhadern eingemeindet. Damit war Laim kein Außenbezirk mehr, hatte es zudem auch mit rund 50.000 Einwohnern vollständig den ländlichen Charakter verloren. Bis 1943 wurden zahlreiche Südtiroler Familien in den von der Gemeinnützigen Baugesellschaft Bayern errichteten „Südtiroler-Blöcken“ untergebracht. Vor allem auf das starke sozialistische Arbeitermilieu und das konservativ-katholische Lager in Laim ist es zurückzuführen, dass es eine eher unterdurchschnittliche Unterstützung für die Nationalsozialisten gab. Bis zur Machtergreifung blieben die Nationalsozialisten in Laim immer rund fünf Prozent hinter dem Wahlergebnis auf Reichsebene zurück. Auch die Widerstandsbewegung gegen die Nationalsozialisten war in Laim tief verankert, so z. B. das Lebensmittelgeschäft von Margot und Ludwig Linsert in der Fürstenrieder Straße 46, von wo aus der Internationale Sozialistische Kampfbund Flugblattaktionen gegen die Nazis plante und durchführte. Der passive Widerstand der Laimer Bevölkerung führte schließlich zu einem stärkeren Engagement der Nazis, in Laim Propaganda zu betreiben. Davon abgesehen waren mehrere Industriebetriebe, die auch für die Rüstung produzierten, in Gleisnähe angesiedelt. Zudem war der Rangierbahnhof ein wichtiges Ziel der Alliierten. Von Zerstörungen war daher hauptsächlich die bahnnahen Gebiete betroffen – die anderen Teile Laims blieben weitgehend verschont. Während des Krieges gab es Überlegungen, den Münchner Hauptbahnhof nach Laim zu verlegen. In der Nachkriegszeit wurden sie jedoch verworfen. Es gibt keine verlässlichen Quellen, wie sich die Laimer Bevölkerung damals zu diesen Plänen stellte.

### Nachkriegszeit

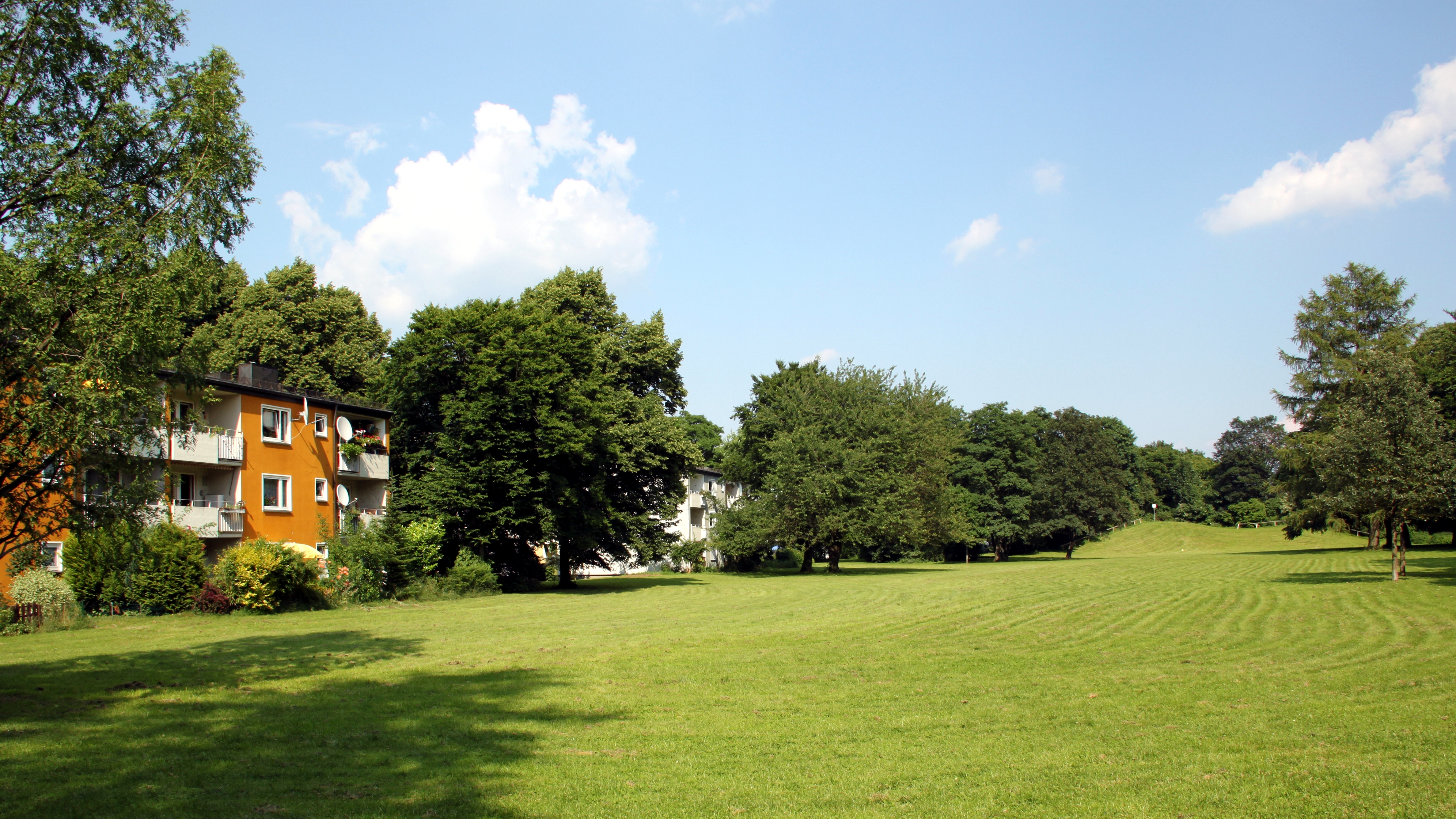
Nachkriegssiedlung „Alte Heimat“

Nach Kriegsende galt die oberste Priorität dem Wiederaufbau von Wohnraum. Laim hatte damals als ein noch eher äußerer Bezirk Münchens von vornherein viele unbebaute Flächen und die vom Krieg zerstörten Gebäude taten ihr Übriges. So wurden sehr schnell, zum Teil in Fertigbauweise, viele Siedlungen errichtet. Probleme dieses schnellen Aufbaus und der damit verbundenen Urbanisierung waren vor allem das Fehlen von Schulen und Kirchen. Auch eine Reihe moderner Kirchen in Laim zeugt von dieser Zeit.

### Laim in der Gegenwart
Im Jahr 1992 wurde Laim, als die Münchner Stadtbezirke neu geordnet und ihre Anzahl verringert wurde, mit der benachbarten Schwanthalerhöhe zum neuen Stadtbezirk 8 Schwanthalerhöhe-Laim zusammengelegt. Nach anhaltenden Protesten aus der Bevölkerung wurde dieser Zusammenschluss im Jahr 1996 wieder gelöst. Laim ist seitdem der eigenständige Stadtbezirk 25.
Mitte der 1990er wurde der Rangierbahnhof aufgelöst. Seitdem ist Laim beinahe ausschließlich ein Wohngebiet. 2000 wurde anlässlich der 100-jährigen Eingemeindung der Laimer Anger neu eingeweiht.

## Politik
- SPD: 7
- Grüne: 10
- FDP: 1
- CSU: 6
- AfD: 1

Der Bezirksausschuss von Laim wurde zuletzt am 15. März 2020 gewählt. Die Sitzverteilung lautet wie folgt: Grüne 10, SPD 7, CSU 6, FDP 1 und AfD 1. Von den 41.270 stimmberechtigten Einwohnern Laims haben 19.956 von ihrem Wahlrecht Gebrauch gemacht, womit die Wahlbeteiligung bei 48,4 Prozent lag.

### Münchner Stadtrat
Der Stadtbezirk Laim wird im Münchner Rathaus von der Stadträtin Verena Dietl (SPD) vertreten.

### Landtagswahlen
Laim verteilt sich auf zwei Stimmkreise des Bayerischen Landtags:
- Stimmkreis München-West, vertreten durch Otmar Bernhard, MdL (CSU) und Florian Ritter, MdL (SPD)
- Stimmkreis München-Nordwest, vertreten durch Joachim Unterländer, MdL (CSU) und Diana Stachowitz, MdL (SPD)

### Bundestagswahlen
Laim liegt im Bundeswahlkreis München-West/Mitte, vertreten durch Stephan Pilsinger (CSU).

## Bauwerke, Plätze und Sehenswürdigkeiten

### Laimer Anger
Der Laimer Anger ist das historische Zentrum von Laim, welcher am 1. und 2. Juli 2000 anlässlich einer Umgestaltung neu eingeweiht wurde. Die Feierlichkeiten wurden mit der 100-jährigen Eingemeindung Laims zu München zusammengelegt.

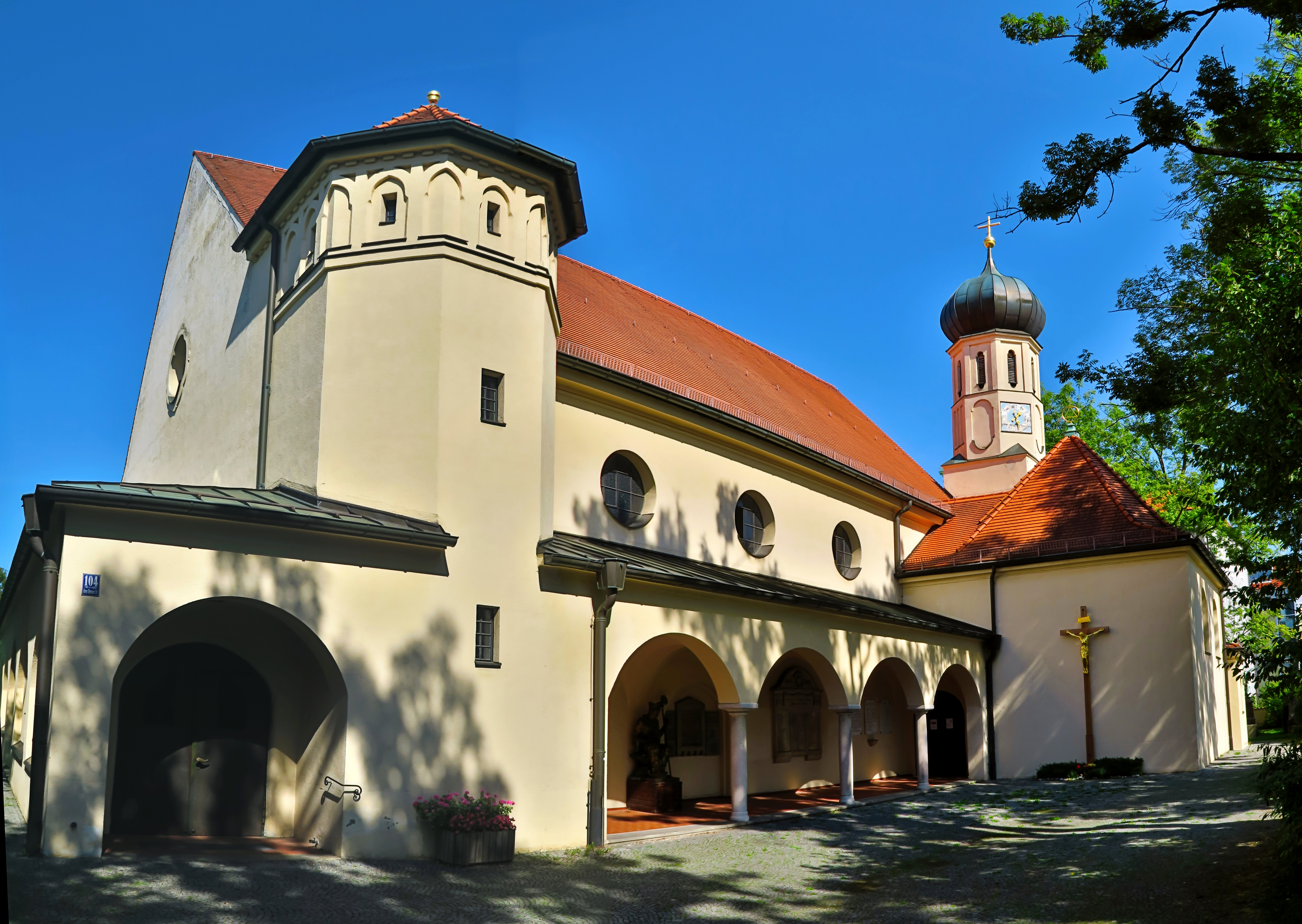
St. Ulrich

### St. Ulrich
Gegenüber dem Anger befindet sich die altbayrisch-dörflich wirkende, katholische St. Ulrich-Pfarrkirche mit ihrem traditionellen Zwiebelturm. Sie ist nach dem heiligen Ulrich benannt und wurde 1315 erstmals urkundlich erwähnt. Vermutlich ist sie jedoch 200 Jahre älter und geht auf die Gründungszeit Laims zurück. Seit 1918 ist St. Ulrich eine eigene Pfarrei. St. Ulrich gehört neben Zu den Hl. Zwölf Aposteln, Namen Jesu und St. Phillipus zum Pfarrverband Laim.

### Paul-Gerhardt-Kirche
Die evangelisch-lutherische Paul-Gerhardt-Kirche wurde in den Jahren 1955/56 von Johannes Ludwig erbaut und zählt zu den bedeutendsten Kirchenbauten der Nachkriegszeit in Deutschland. Seit 2001 steht die gesamte Anlage unter Denkmalschutz.

### Zu den heiligen Zwölf Aposteln
Die katholische Pfarrkirche Zu den heiligen zwölf Aposteln wurde 1952 bis 1953 von Sep Ruf erbaut und war sein erster Sakralbau. Das Gebäude ist ein charakteristischer schlichter Kirchenbau der 1950er-Jahre und steht unter Denkmalschutz.

### Namen-Jesu-Kirche
Diese Pfarrkirche ersetzte nach 1972 einen älteren Kirchenbau in der Saherrstraße. Die Namen-Jesu-Kirche gehört dem Pfarrverband Laim an.

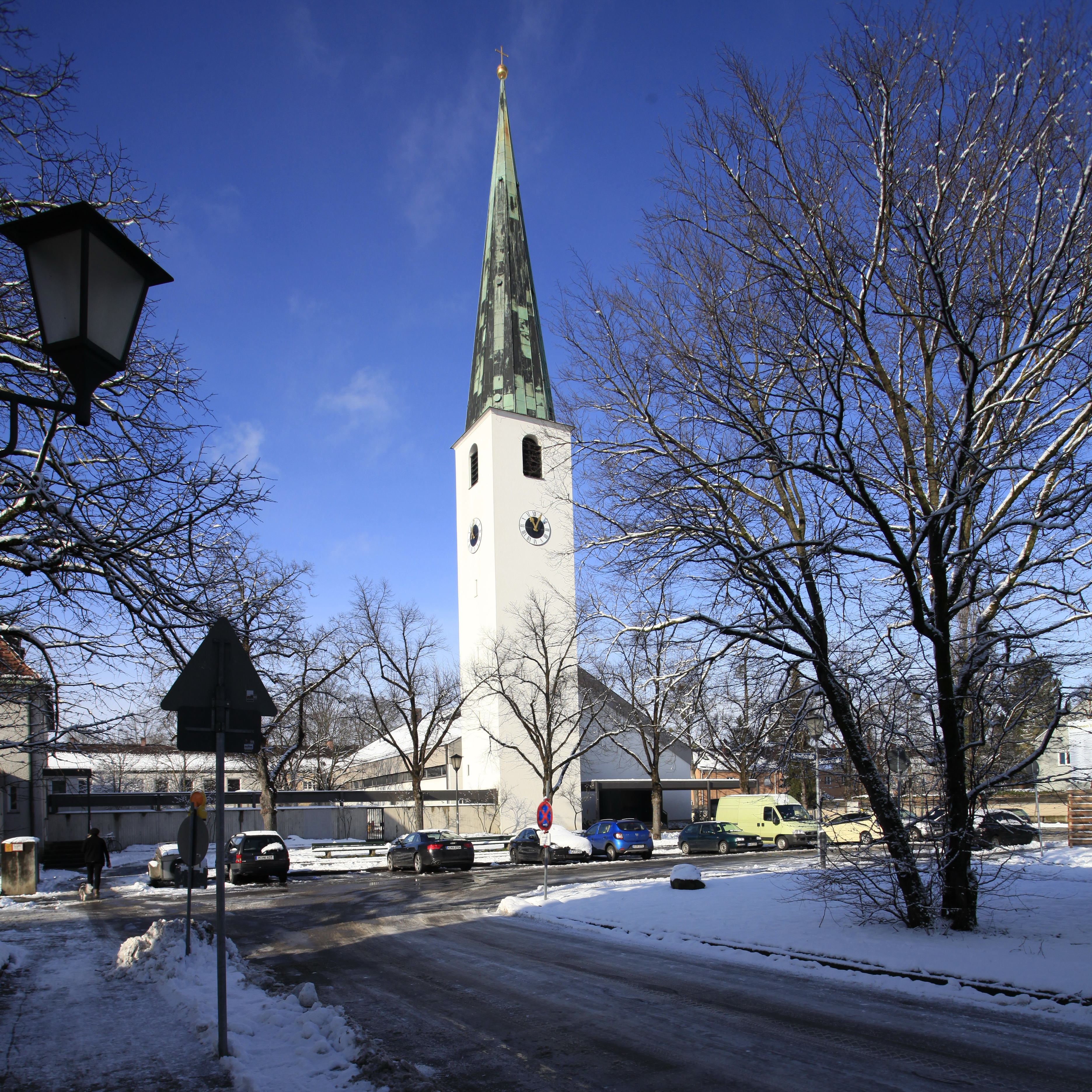
Namen-Jesu-Kirche (Ost-Ansicht)

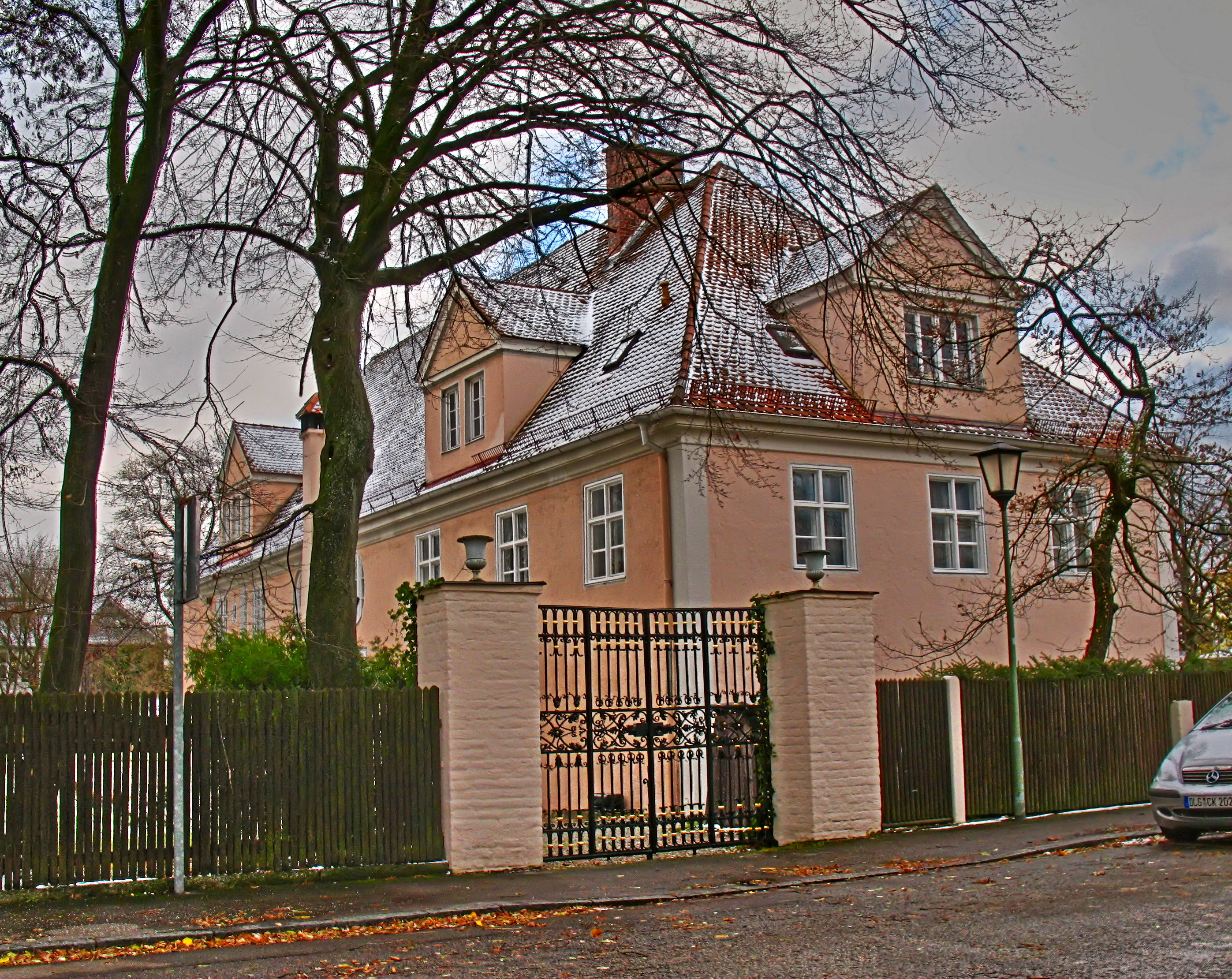
Laimer Schlössl, November 2008

### Laimer Schlössl
Das Laimer Schlössl in der Agnes-Bernauer-Straße wurde unter Max Emanuel als Wirtschaftsgebäude im Laimer Schlossgut, einem ehemaligen Jagdsitz, errichtet. Im 19. Jahrhundert verfiel es zunehmend und wurde erst mit dem Kauf durch Theodor Fischer renoviert.

### Kaufhaus Beck
Das ehemalige Kaufhaus Beck in der Fürstenrieder Straße 21, betrieben von 1968 bis 1989, stach durch seine Klinkerfassade aus dem Straßenbild heraus. Ab 1992 stand es 15 Jahre leer und war Gegenstand vieler politischer Diskussionen. Pläne, eine Spielhalle in diesem Gebäude anzusiedeln, stießen auf heftigen Widerstand.
Im Februar 2014 wurde die Bauruine an die Tochterfirma der Raiffeisenlandesbank Oberösterreich zwangsversteigert. Ein Jahr später kaufte das Starnberger Projektentwickler-Büro Ende April 2015 das ehemalige Kaufhaus auf, um es zu revitalisieren.
Das Gebäude wurde in den folgenden Jahren umgebaut und Edeka als Hauptmieter gewonnen. Ende November 2018 eröffnete der Edekamarkt auf zwei Etagen. Der Rest des Gebäudes ist an ein Online-Reisebüro vermietet.

### Laimer Würfel

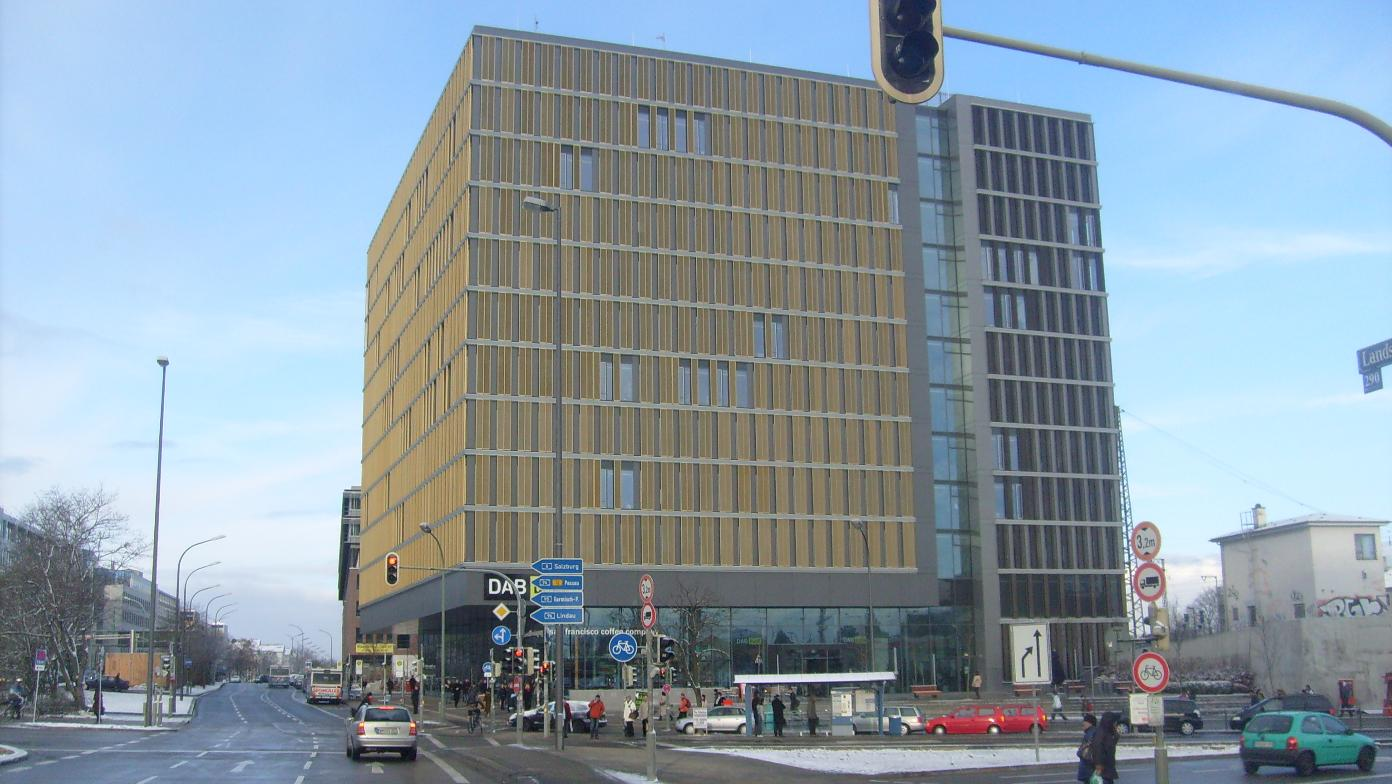
Laimer Würfel

Der Laimer Würfel ist ein neues elfstöckiges Bürogebäude an der Kreuzung Landsberger Straße und Fürstenrieder Straße. Es sticht durch seine Höhe und markante Fassade sofort in den Blickpunkt. Hauptnutzer des Gebäudes ist die DAB Bank, die hier ihren neuen Hauptsitz hat.

### Sonstige Bauwerke
- Villa Ballauf, Riegerhofweg 8, eine malerische Villa mit Fachwerk und Turm, 1898 von Franz Rank errichtet
- Lehrer-Angerer-Haus, Mathunistraße 32, barockisierende Villa, 1895 von M. Seidl gebaut

### Baudenkmäler
- Liste der Baudenkmäler in München/Laim

## Stadtteilkultur

### INTERIM-Theater
Das Interim ist ein Bürgertreff an der Agnes-Bernauer-Straße, in dem regelmäßige Kulturveranstaltungen stattfinden. Ursprünglich war es eine evangelische Kirche, die Interimskirche, die von der Stadt München gekauft wurde, um nach einem geplanten Abriss die Agnes-Bernauer-Straße zu verbreitern. Als dieses Bauvorhaben jedoch verworfen wurde, wandelte man das Gebäude in ein Bürgerhaus um.

### Münchner Stadtbibliothek
Eine Filiale der Stadtbibliothek ist seit 1987 am Laimer Platz (Fürstenrieder Straße 53). Sie wurde vom Architekten Kurt Ackermann, München, 1987 erbaut und weist einen im Sommer geöffneten Bibliotheksgarten mit Skulptur von Lothar Fischer auf. Mit einem Bestand von 50.000 Medien (Bücher, Zeitungen, Zeitschriften, Spiele, AV-Medien, wie CD-ROMs, Wii-Spiele, DVDs) gehört sie zu den großen Zweigstellen der Münchner Stadtbibliothek. In ihren Räumen finden regelmäßig Veranstaltungen für Kinder sowie Ausstellungen, Vernissagen und Schnupperkurse der Münchner Volkshochschule statt.

### Münchner Volkshochschule
Die Außenstelle Laim der Münchner Volkshochschule befindet sich am Laimer Platz (Fürstenrieder Straße 53) und bietet ein breitgefächertes Bildungsprogramm.

### Sport
Sportverein: Der SV München-Laim  ist ein moderner Breitensportverein und bietet Sportarten wie Turnen, Handball, Fußball, Basketball, Volleyball, Aikido, Badminton, Karate, Schach, Fitness, Tanzen, Wandern und Tennis an.

### Neues Rex-Kino
Das Rex-Kino („Neues Rex“) am Agricolaplatz (im ehemaligen Festsaal der Gaststätte Bürgerbräu; heute Wirtshaus – Bar – Biergarten „Laimers“) ist das einzige Stadtteilkino in Laim und eines der ältesten Filmkunsttheater in München überhaupt. Zum Kino gehört zudem der einzige Biergarten Laims, der damit eine wichtige Institution des Stadtviertels ist.

### Bauernmarkt
Jeden Freitag findet von 7:30 bis 13:00 Uhr auf dem Laimer Anger der traditionelle Bauernmarkt statt.

### Rotlichtbezirk
Seit Jahrzehnten besteht westlich der Friedenheimer Brücke ein Straßenstrich mit Bordellbetrieben. Er überstand auch die radikale Neugestaltung und Reduzierung des Münchner Sperrbezirks unter Kreisverwaltungsreferent Peter Gauweiler Anfang der 1980er-Jahre.

## Persönlichkeiten
- Florian Karlheim, Schauspieler (aufgewachsen in Laim)
- Willy Schultes, Volksschauspieler (lebte lange Zeit in Laim)
- Georg Blädel, Volksschauspieler (stammte aus einer Laimer Familie; „Blädelhof“, Perhamerstraße)
- Thomas Gottschalk, Schauspieler (lebte lange Zeit in Laim, Fürstenrieder Straße)
- Rüdiger Linhof, Bassist der Sportfreunde Stiller (lebte lange Zeit in Laim)
- Günther Sigl, Frontmann und Sänger der Spider Murphy Gang lebte in den 1980er Jahren in Laim am Fröbelpark
- Frithjof Vierock, (1943–2020) Schauspieler (lebte in Laim)
- Verena Dietl (* 1980), Kommunalpolitikerin, lebt in vierter Generation in Laim